# Готська лінія

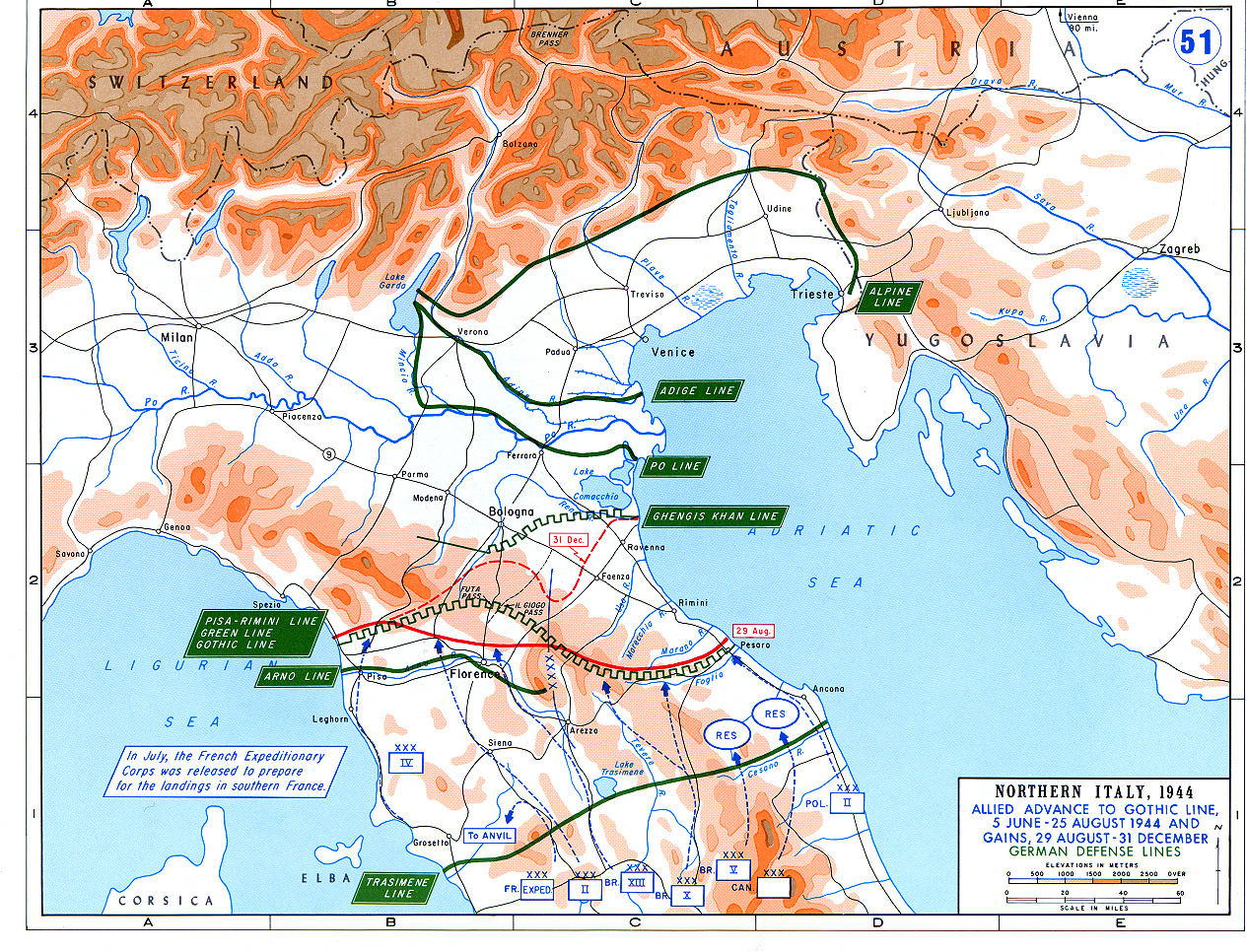
Карта просування військ союзників до оборонних рубежів Готської лінії. 1944—1945

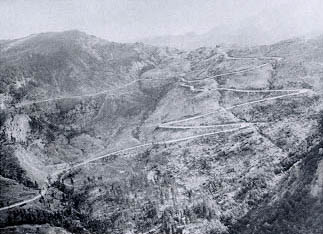
Готська лінія

Го́тська лі́нія (нім. Gotenstellung та італ. Linea Gotica) — одна з основних оборонних ліній у системі німецьких фортифікаційних споруд у Північній Італії часів Другої світової війни. Готська лінія будувалася під командуванням генерал-фельдмаршала Альберта Кессельрінга, як останній великий рубіж оборони, що спирався на потужні опорні пункти, влаштовані поздовж вершин північної частини Апеннінських гір. Ця оборонна лінія мала максимально стримати наступ союзних армій у Північній Італії. Простягалася від узбережжя Тірренського моря (на північ від Пізи) повз Лукки і Пістоі через Тоскано-Еміліанські Апенніни до узбережжя Адріатичного моря (між Пезаро і Ріміні). Мала протяжність близько 320 км і глибину до 30 км. Включала систему бункерів, інженерних загороджень і мінних полів. Західну ділянку Готської лінії обороняла 14-та, східну — 10-та німецькі армії. Війська союзників (8-ма британська, 5-та американська армії і I канадський корпус) вийшли до Готської лінії на всьому її протязі наприкінці серпня 1944 року.
Використовуючи понад 15 000 примусових робітників та військовополонених, німці влаштували добру фортифікаційну споруду, що нараховувала понад 2000 добре укріплених кулеметних гнізд, казематів, бункерів, спостережних пунктів та артилерійських бойових позицій, щоб відбити будь-яку спробу військ генерала Александера прорвати цю лінію оборони. Спочатку її назвали Готською лінією, але за особистим рішенням Адольфа Гітлера у червні 1944 року оборонну лінію перейменували на «Зелену лінію» (нім. Grüne Linie).
Тільки 25 серпня союзні війська розпочали масштабну операцію «Олива», намагаючись прорвати позиційну оборону німців. Однак, добре організована система оборони фельдмаршала Кессельрінга дозволила вермахту ефективно маневрувати своїми силами та засобами і гальмувати подальше просування англо-американських військ. Затяті бої тривалі аж до березня 1945 року, доки не вдалося поступово прорватися в кількох місцях і не вийти на оперативний простір. Лише у квітні 1945 року союзникам вдалося розвинути завершальну наступальну операцію в Північній Італії, якою була завершена Італійська кампанія та війна на Середземноморському ТВД. Втрати союзників під час штурму Готської лінії склали близько 65 тисяч осіб, втрати німецьких військ в обороні — близько 75 тисяч осіб.

## Історія

### Німецька лінія оборони

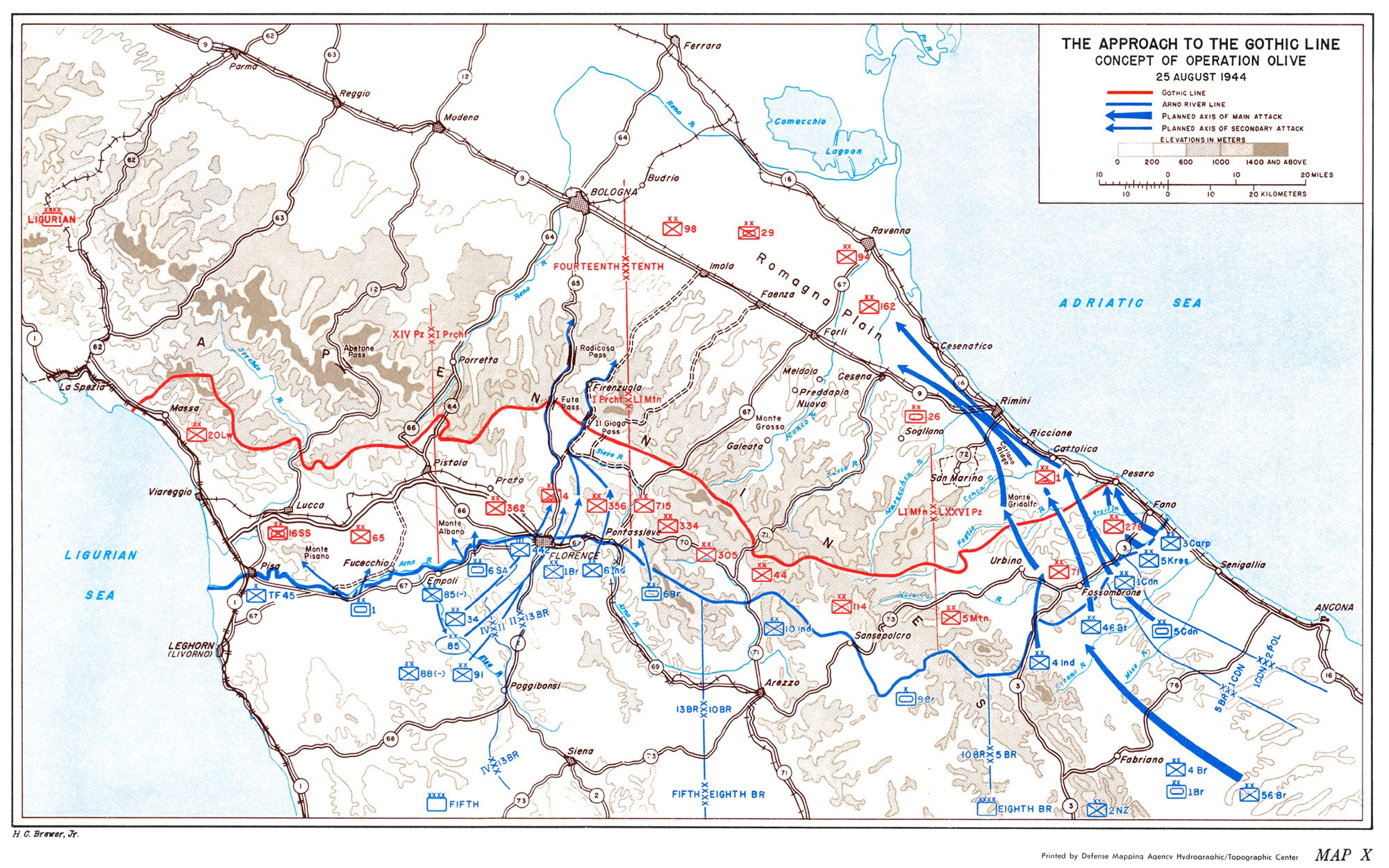
Задум операції «Олива» — прорив Готської лінії. Вересень 1944

«Готська лінія» — оборонний рубіж німецьких військ у Північній Італії. Простягалася від узбережжя Тірренського моря (на північ від Пізи) повз Лукки і Пістоі по південно-західних схилах Тоскано-Еміліанських Апеннін до узбережжя Адріатичного моря (між Пезаро і Ріміні). Рубіж мав загальну протяжність близько 320 км і глибину до 30 км і включав розгалужену систему бункерів, дотів, понад 2370 кулеметних точок, близько 500 замаскованих артилерійських та мінометних позицій, 3604 укриття, 27 печер, 16 000 окопів і бліндажів, інженерні загородження з 1 200 000 метрів колючого дроту, 9000 м протитанкових ровів, усі ці споруди прикривалися мінними полями. Крім цього, було встановлено 4 танко-баштових доти з 75-мм гарматами від танків Pz.V (18 танкових дотів перебували на стадії будівництва). Водночас, через велику розтягнутість і нестачу сил і засобів, проміжки між опорними пунктами в інженерному відношенні були підготовлені відносно слабо.
Західну ділянку «Готської лінії» обороняли формування 14-ї (командувач — генерал танкових військ Йоахім Лемелсен), східну — 10-та (командувач — генерал-полковник Генріх фон Фітингоф) німецьких польових армій зі складу групи армій «G» генерал-фельдмаршала Альберта Кессельрінга. У резерві угруповання, що оборонялося, серед інших частин і з'єднань, перебувала італійська армійська група «Лігурія» (командувач — генерал Альфредо Гуццоні).
До початку союзного наступу на оборонних позиціях Готської лінії перебувало 26 німецьких піхотних і 6 танкових дивізій, а також 6 піхотних італійських дивізій. Війська були оснащені 2376 кулеметами і 479 протитанковими гарматами. Німецькі гармати і міномети розміщувалися на замаскованих позиціях, а артилерійські коригувальники — на панівних висотах.
Разом з цим, німецько-італійські війська мали чимало проблем. У першу чергу, угруповання практично не мало підтримки з повітря. На всю групу армій «G» залишалося тільки 170 літаків. Відчувався брак палива та боєприпасів, існував великий некомплект у піхотних і танкових частинах. Так, 10-та армія налічувала 81 піхотний батальйон, але з цього числа боєздатною була лише третина військ. Німецькі танкові підрозділи також були нечисленні — близько 260 танків і штурмових гармат. Проте, у німців були свої козирі: у складі 26-ї танкової дивізії вермахту був 4-й танковий полк, 1-й батальйон якого був озброєний «Пантерами». Крім цього, до східної частини Апеннінського півострова перекинули 508-й важкий танковий батальйон, який мав 28 «Тигрів».

### Союзні війська
Влітку 1944 року союзники опанували більшу частину Італії, здобули Рим, Флоренцію і завдали серйозних втрат німецьким дивізіям. Однак, останні організовано відступили під тиском переважаючих сил противника на північ Апеннінського півострова і закріпилися на «Готської лінії». Союзникам потрібно було знову штурмувати німецькі укріплення в горах, не маючи можливості здійснювати флангові маневри. Через операцію «Оверлорд», що почалася в Нормандії, війська союзників в Італії не мали достатньої кількості транспортних суден для проведення десантної операції у ворожому тилу (подібно висадці у Салерно та Анціо). Більш того, 15 серпня 1944 року стартувала операція «Драгун», тому ще п'ять дивізій були перекинуті з Італії на південь Франції.
У відповідності до задуму союзного командування була розроблена операція по прориву «Готської лінії», яка отримала кодову назву «Олива».

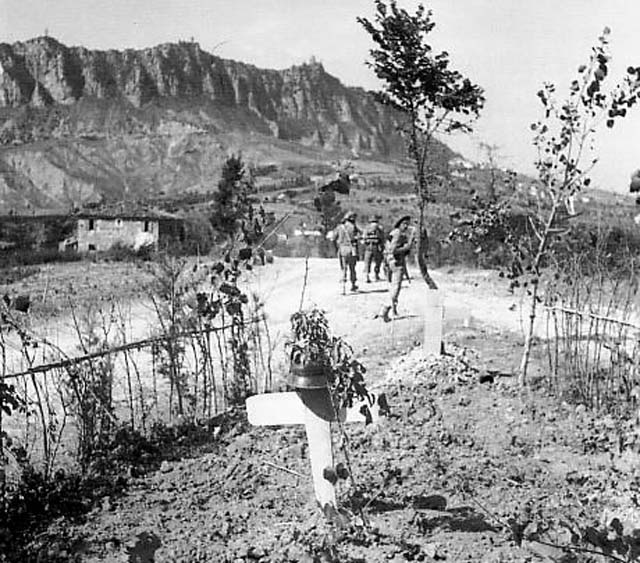
Британські війська в боях за Сан-Марино при прориві Готської лінії. Вересень 1944

На початку планування начальник штабу Союзних армій в Італії лейтенант-генерал Джон Гардінг довів до підпорядкованих командувачів загальний замисел головнокомандувача сера Гарольда Александера щодо операції «Олива» — зосередження основних сил на центральному напрямку і відповідно прорив Готської лінії на найкоротшому шляху до долини Ломбардії. Одночасно мав завдаватися допоміжний удар поздовж адріатичного узбережжя. Втім, 4 серпня командувач 8-ї британської армії лейтенант-генерал Олівер Ліз виступив проти такого задуму. Він мотивував це тим, що по-перше, французькі спеціальні гірські формування виведені зі складу сил та перекинуті до Африки з метою підготовки до висадки на півдні Франції. Тому, британські частини не мають відповідного бойового потенціалу для ведення складних бойових дій в умовах гірської місцевості Апеннін. По-друге, генерал Ліз відмовлявся взаємодіяти з американським командувачем генералом Кларком, через те, що у травні-червні той поповодився не по-джентльменськи, присвоївши визволення Риму лише собі.
Натомість, британський командувач порадив завдати несподіваного для німців удару поздовж адріатичного берега. Попри протистояння, що виникло у вищих ешелонах командування союзників, план врешт-решт був прийнятий.
Згідно з планом головний удар завдавали частини 8-ї британської армії (2-й польський, 1-й канадський і 5-й британський армійські корпуси) генерала Олівера Ліза. На лівому фланзі армії позиційну оборону утримували частини британського X корпусу, в другому ешелоні генерала Ліза перебувала 4-та британська піхотна дивізія. Дивізії 8-ї армії отримали наказ наступати вздовж Адріатичного узбережжя на Ріміні, після чого штурм німецьких укріплень у центральній частині Апеннін (на північ від Флоренції, у напрямку на Болонью) повинні були розпочати дивізії 5-ї американської армії генерал-лейтенанта Марка Кларка у взаємодії з 13-м британським корпусом лейтенант-генерала Сідні Кіркмана.
Великою проблемою для союзного командування в ході оперативної побудови своїх військ стало потайливе перекидання частин I канадського корпусу з Центральної Італії до Адріатичного узбережжя (від Перуджі до Анкони через Апенніни). Канадцям довелося з дотриманням усіх заходів маскування та максимально приховуючи від противника цей маневр передислокувати понад 11 000 одиниць автотранспорту, понад 650 танків і САУ, 100 000 солдатів і офіцерів, понад 1 млн снарядів і 50 млн літрів палива до визначеного району переходу в наступ.

### Наступ
В ніч з 25 на 26 серпня після артилерійської підготовки, в якій були задіяні 350 гармат та мінометів, частини 1-го канадського корпусу форсували річку Метауро і атакували позиції німецької 71-ї піхотної дивізії 76-го танкового корпусу. Удар виявився абсолютно несподіваним для німецького командування, оскільки дивізії вермахту тільки «освоювали» оборонні споруди Готської лінії і командування не вірило, що союзники розпочнуть наступ саме на цьому напрямку. Канадська артилерія буквально змела кулеметні та артилерійські позиції на прилеглих гірських схилах, 71-ша дивізія зазнала відчутних втрат. Просування канадців стримували лише снайпери, нечисленні групи німецьких піхотинців, а також мінні поля і підірвані мости.
Командування 10-ї армії вирішило кинути в бій частини 1-ї парашутної дивізії генерал-лейтенанта Ріхарда Гайдріха за підтримки штурмових гармат. В ході боїв, що спалахнули ключові позиції переходили з рук у руки, доки 27 серпня канадські підрозділи на закріпилися на панівних висотах.
Спочатку фельдмаршал Кессельрінг вважав, що на адріатичному напрямку британці завдали лише відволікаючий удар, а головний наступ почнеться в центральній частині Апеннін. Його думка змінилася після 28 серпня, коли в руки німців потрапила копія наказу 8-ї армії про перехід у наступ, а британці просунулися вперед більш ніж на 15 км і наблизилися до річки Фолья. Усвідомивши загрозу, що виникла Кессельрінг віддав наказ на термінове перекидання трьох дивізій з району Болоньї на адріатичний напрямок, але, враховуючи час, дивізіям знадобилося щонайменше ще дві доби, прибути у визначений район.
До 30 серпня канадський та британський корпуси вийшли до основних оборонних позицій «Готична лінія I». Скориставшись слабким німецьким опором, канадці пробилися і до 3 вересня просунулися ще на відстані 24 км) до лінії оборони «Готична лінія II», що пролягала від узбережжя поблизу Річчоне. Союзники були близькі до прориву до Ріміні та рівнини Романьї.
Тим часом британський V корпус намагався прорватися крізь складну пагорбську місцевість. 3–4 вересня, коли канадці вдруге атакували на прибережній рівнині, V корпус завдав потужного удару, щоб збити оборонні позиції на хребті Коріано та дістатися річки Марано.
З 4 вересня поблизу Джеммано розгорнулася битва між британськими та німецькими військами. Британські 56-та, потім 46-та та згодом 4-та Індійська піхотні дивізії провели 11 атак на позиції 98-ї німецької піхотної дивізії, яка спираючись на укріплення Готської лінії раз за разом відбивала наступ атакучих сил противника. Бої носили затятий характер, іноді переходили у рукопашні сутички, доки ціною великих втрат британцям не вдалося вибити ворога із займаних рубежів.
Надалі британській 8-й армії довелося буквально вгризатися в німецьку оборону, пробиваючи собі шлях вперед. З 13 вересня розпочалися бої за Ріміні, важливе місто на адріатичному узбережжі, ключовий вузол опору нацистів. 17 вересня 1944 року почалися бої за Сан-Марино — крихітну державу посеред Італійських Апеннін. У наслідок запеклих боїв британці з превеликими труднощами продовжували наступати вперед. 20 вересня був здобутий Ріміні, ключовий об'єкт у системі німецької оборони Готської лінії, проте, на інших ділянках німці продовжували затято чинити опір.
Врешті-решт, на кінець вересня їм вдалося ціною втрати 14 000 військових закріпитися на захоплених рубежах для перегрупування та відновлення боєздатності. Обидві сторони перейшли до оборони на адріатичному напрямку. У листопаді лейтенант-генерал Олівер Ліз був призначений командувачем 11-ї групи армій на Південно-Східному азійському театрі війни, його посаду посів командир X корпусу лейтенант-генерал Річард Маккрірі. Надалі просування союзних армій було ускладнено проливними дощами, і тільки до жовтня їм вдалося наблизитися до Болоньї. До кінця року англо-американські війська вийшли на рубіж Равенна-Фаенца-Вергато.